# Rareș Dumitrescu
Pour les articles homonymes, voir Dumitrescu.
Rareș Dumitrescu, né le 24 octobre 1983, est un escrimeur roumain pratiquant le sabre.
En 2009, après une saison exceptionnelle avec trois victoires en Coupe du monde dont une à Budapest qui est considérée dans le plus grand tournoi de l’année, il atteint les demi-finales des Championnats du monde d'escrime disputés à Antalya en Turquie.

## Palmarès
- Championnats du monde d'escrime
  -  Médaille de bronze de sabre par équipes aux Championnats du monde d'escrime 2010 à Paris
  -  Champion du monde de sabre par équipes aux Championnats du monde d'escrime 2009 à Antalya
  -  Médaille d'argent de sabre individuel aux Championnats du monde d'escrime 2009 à Antalya
- Coupe du monde d'escrime
  - Vainqueur des tournois de Coupe du monde de Sofia  en 2006 et de Madrid en 2008 et 2009 et Varsovie et Budapest en 2009, 2010, 2011 et plusieurs.
- Championnats d'Europe d'escrime
  -  Médaille d'argent de sabre par équipes aux Championnats d'Europe d'escrime 2009 à Plovdiv